# Gobiobotia
Gobiobotia là một chi cá trong họ cá chép bản địa ở châu Á.

## Các loài
- Gobiobotia abbreviata P. W. Fang & Ki. Fu. Wang, 1931
- Gobiobotia brevibarba T. Mori, 1935
- Gobiobotia brevirostris Yi-Yu Chen & W. H. Cao, 1977
- Gobiobotia cheni Bănărescu & Nalbant, 1966
- Gobiobotia filifer (Garman, 1912)
- Gobiobotia guilingensis Yi-Yu Chen, 1989
- Gobiobotia homalopteroidea Rendahl (de), 1932
- Gobiobotia jiangxiensis E. Zhang & H. Z. Liu, 1995
- Gobiobotia kolleri Bănărescu & Nalbant, 1966
- Gobiobotia longibarba P. W. Fang & Ki. Fu. Wang, 1931
- Gobiobotia macrocephala T. Mori, 1935
- Gobiobotia meridionalis Yi-Yu Chen & W. H. Cao, 1977
- Gobiobotia naktongensis T. Mori, 1935
- Gobiobotia nicholsi Bănărescu & Nalbant, 1966
- Gobiobotia pappenheimi Kreyenberg, 1911 (Eightbarbel gudgeon)
- Gobiobotia paucirastella M. L. Zheng & J. P. Yan, 1986
- Gobiobotia tungi P. W. Fang, 1933
- Gobiobotia yuanjiangensis Yi-Yu Chen & W. H. Cao, 1977